# Parigi-Madrid 1903
La Parigi-Madrid fu una gara corsa nel maggio 1903, organizzata dall'Automobile Club de France e dall'Automóvil Club Español. A seguito dei numerosi incidenti che funestarono il primo giorno di gara, in cui trovarono la morte 3 spettatori e 5 piloti, compreso Marcel Renault, uno dei due fondatori del marchio automobilistico francese, la gara fu fermata a Bordeaux. La vittoria fu assegnata al francese Fernand Gabriel su Mors, in quel momento primo in classifica.

## L'organizzazione
Agli inizi del XX secolo in Francia vi era un grande interesse per le gare automobilistiche internazionali. Nel 1894 si era corsa la prima gara automobilistica della storia, la Parigi-Rouen, a cui seguirono numerose altre corse con partenza la capitale francese e con destinazione Bordeaux, Marsiglia, Dieppe, Amsterdam, Berlino e Vienna. Visto il crescente successo di pubblico, per il 1903 l'Automobile Club de France (ACF) decise di organizzare una nuova corsa, stavolta tra la capitale francese e quella spagnola.

### Problemi nell'ottenere le autorizzazioni
Il governo francese era contrario all'idea di gare su strade pubbliche. Dopo la Parigi-Berlino del 1901, l'allora Ministro dell'interno Pierre Waldeck-Rousseau affermò che nessun'altra gara sarebbe stata autorizzata. La Parigi-Madrid era però fortemente supportata dal re di Spagna Alfonso XIII, e i media francesi suggerivano che la Francia non poteva ritirarsi dalla competizione, essendo in quel momento il paese con la più avanzata tecnologia in campo automobilistico.
Etienne de Zuylen, presidente dell'ACF, riuscì a superare l'opposizione dell'allora primo ministro francese Émile Combes affermando che sì, le strade erano effettivamente pubbliche, ma il pubblico voleva le gare, e molti sindaci desideravano che una gara attraversasse la loro città.
Molte case automobilistiche francesi supportavano la richiesta di organizzare la gara. Tali case avevano oltre 25.000 dipendenti e fatturavano all'anno 16 milioni di franchi nella sola esportazione. Dal momento che le gare erano vitali nella promozione dei marchi, le case fecero pressione sul governo che finalmente diede il nulla osta alla gara. Il Consiglio dei Ministri e il primo ministro diedero la loro approvazione alle gare il 17 febbraio 1903, mentre l'ACF aveva iniziato ad accettare le domande di iscrizione già dal 15 gennaio.

### Percorso e regolamento

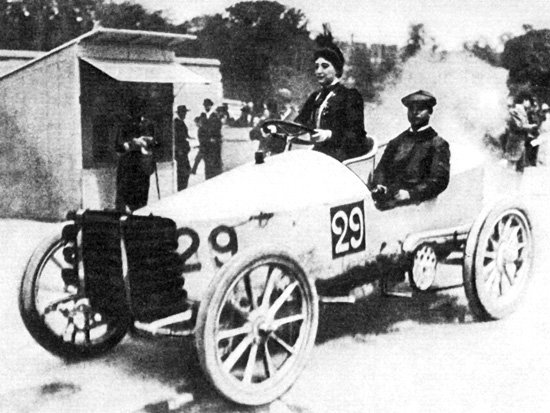
Camille du Gast su De Dietrich 30 HP, unica donna pilota in gara. Arrivò fino all'ottavo posto assoluto, ma si fermò per soccorrere un pilota coinvolto in un incidente, E. T. Stead, salvandogli la vita. Terminò la corsa 45ª

In soli 40 giorni gli organizzatori raccolsero oltre 300 iscrizioni, molte più del previsto. Il valore netto delle auto che avrebbero preso parte alla gara superava i 7 milioni di franchi.
Il percorso si estendeva per oltre 1.307 km ed era diviso in tre tappe: Versailles - Bordeaux (552 km), Bordeaux - Vitoria (km 335) e Vitoria - Madrid (420 km). Il regolamento fu pubblicato sulle tre principali riviste di automobilismo della Francia: France Automobile, La Locomotion e La Vie Automobile.
I veicoli furono divisi in categorie di peso: 
- Automobili da 651 a 1.000 kg
- Automobili da 400 a 650 kg
- Automobili da 250 a 400 kg
- Motociclette

Il peso era inteso come peso a secco, escluso quindi quello di conducente, carburante, batterie, olio, pezzi di ricambio, utensili vari, cibo e acqua, bagagli del conducente, fari e loro supporti, clacson e l'eventuale avviamento esterno.
Si potevano trasportare non più di 150 kg di equipaggiamento e 75 kg di combustibile.
Il costo di iscrizione variava da 50 franchi per i veicoli sotto i 50 kg (le motociclette) fino a 200-400 franchi per le automobili più pesanti. Nelle due classi più pesanti, oltre all'autista era obbligatoria la presenza di un meccanico. Quest'ultimo, di peso non inferiore a 60 kg, doveva rimanere lo stesso per tutta la gara. Le vetture delle due classi più leggere necessitavano invece del solo autista.
L'ordine di partenza fu estratto a sorte tra le vetture iscritte nei primi 30 giorni, e in progressione per i piloti iscrittisi dopo il 15 febbraio. L'inizio della gara fu stabilito per le 03:30 di domenica 24 maggio, con partenza dai Giardini di Versailles. Come in molte gare corse in precedenza, le vetture sarebbero partite una alla volta ad intervalli di due minuti.
Fu introdotta una nuova regola, per la quale alla fine di ogni tappa le vetture erano affiancate da un commissario e portate al parco chiuso, dove non potevano essere sottoposte né a riparazione né a semplice manutenzione. I rifornimenti e le sostituzioni o riparazioni di pezzi doveva essere fatte durante la gara. Durante il trasporto al parco chiuso, le vetture dovevano attraversare la città in corteo, accompagnate da un ufficiale di gara in bicicletta che avrebbe dovuto registrare l'ora esatta della traversata, che veniva poi detratta dal tempo totale della corsa. I tempi erano scritti e conservati in scatole metalliche sigillate presenti su ogni vettura.
Mentre il tragitto Versailles-Bordeaux era già un pilastro delle corse su strada (vi si era tenuta la Coppa Gordon Bennett del 1901), la tratta Bordeaux-Vitoria presentava più incertezze. Il percorso era ricco di curve strette, salite, ponti stretti, attraversamenti ferroviari, strade in pietra e lunghi tratti lastricati percorribili ad alta velocità.

### Concorrenti

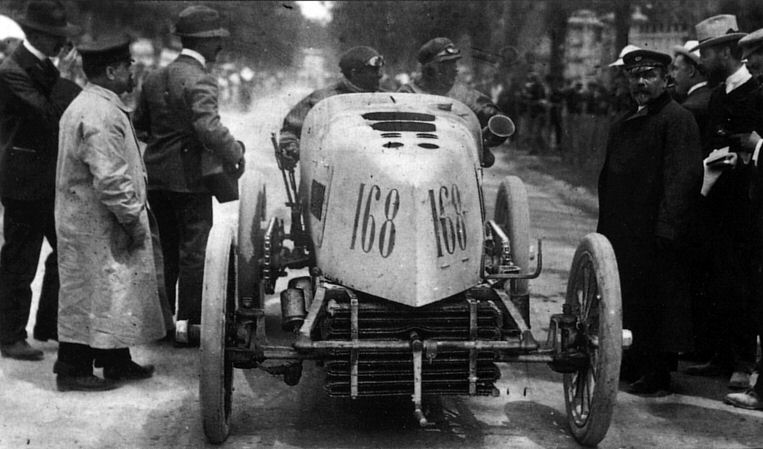
Fernand Gabriel su Mors. Sarà proprio il pilota francese a conquistare la vittoria

Dei 315 corridori iscritti, solo 224 si presentarono sulla linea di partenza. In particolare:
- 88 vetture classe 650–1000 kg
- 49 vetture classe 400–650 kg
- 33 vetture classe sotto i 400 kg
- 54 motociclette

Molti piloti e marche famose presero parte alla gara. René de Knyff, Henri e Maurice Farman, Pierre de Crawhez, Charles Rolls correvano su Panhard & Levassor, dotate di 4 cilindri da 70 CV e capaci di raggiungere i 130 km/h.
Henri Fournier, William Kissam Vanderbilt, Fernand Gabriel e Maurice de Forest correvano su Mors, che aveva presentato una vettura di nuovo disegno, con radiatore diviso per migliorare l'aerodinamica e basata su un classico telaio Bateau. La macchina era molto potente, dotata di 90 CV raggiungeva una velocità massima di circa 140 km/h.
La Mercedes schierò 11 vetture, che variavano da 60 a 90 CV. La De Dietrich e molti altri marchi francesi come Gobron Billie, Napier & Son e Charron Girardot evitarono le classi più leggere corsero solo con i loro modelli più potenti e pesanti. Le vetture più piccole di queste marche erano comunque presenti, portate in gara da amatori e piloti privati. Altre marche francesi che presero parte alla gara furono Darracq, De Dion-Bouton, Clément-Bayard, Richard e Decauville.
La Renault schierò due vetture guidate da Marcel e Louis Renault, i due fondatori del marchio nonché esperti piloti.
L'italiana Fiat schierò anch'essa solo due vetture, ma poteva contare su due dei migliori piloti del tempo, Vincenzo Lancia e Luigi Storero.

### Spettatori
I giornali francesi erano eccitati e scrissero della gara con grande entusiasmo. La Parigi-Madrid fu presentata come la più grande gara dall'invenzione dell'automobile, e più di 100.000 persone raggiunsero Versailles alle 02:00 per la partenza della gara. Il primo centinaio di chilometri del percorso erano affollati di spettatori, e le stazioni ferroviarie brulicavano di persone che cercavano di raggiungere Versailles.
La folla e l'oscurità convinsero gli organizzatori a ritardare la partenza della gara di mezz'ora e a ridurre il tempo tra le singole partenze a un solo minuto. La giornata prospettava molto calda ed i funzionari voleva evitare il caldo della tarda mattinata.

## La gara

### Partenza e prima tappa

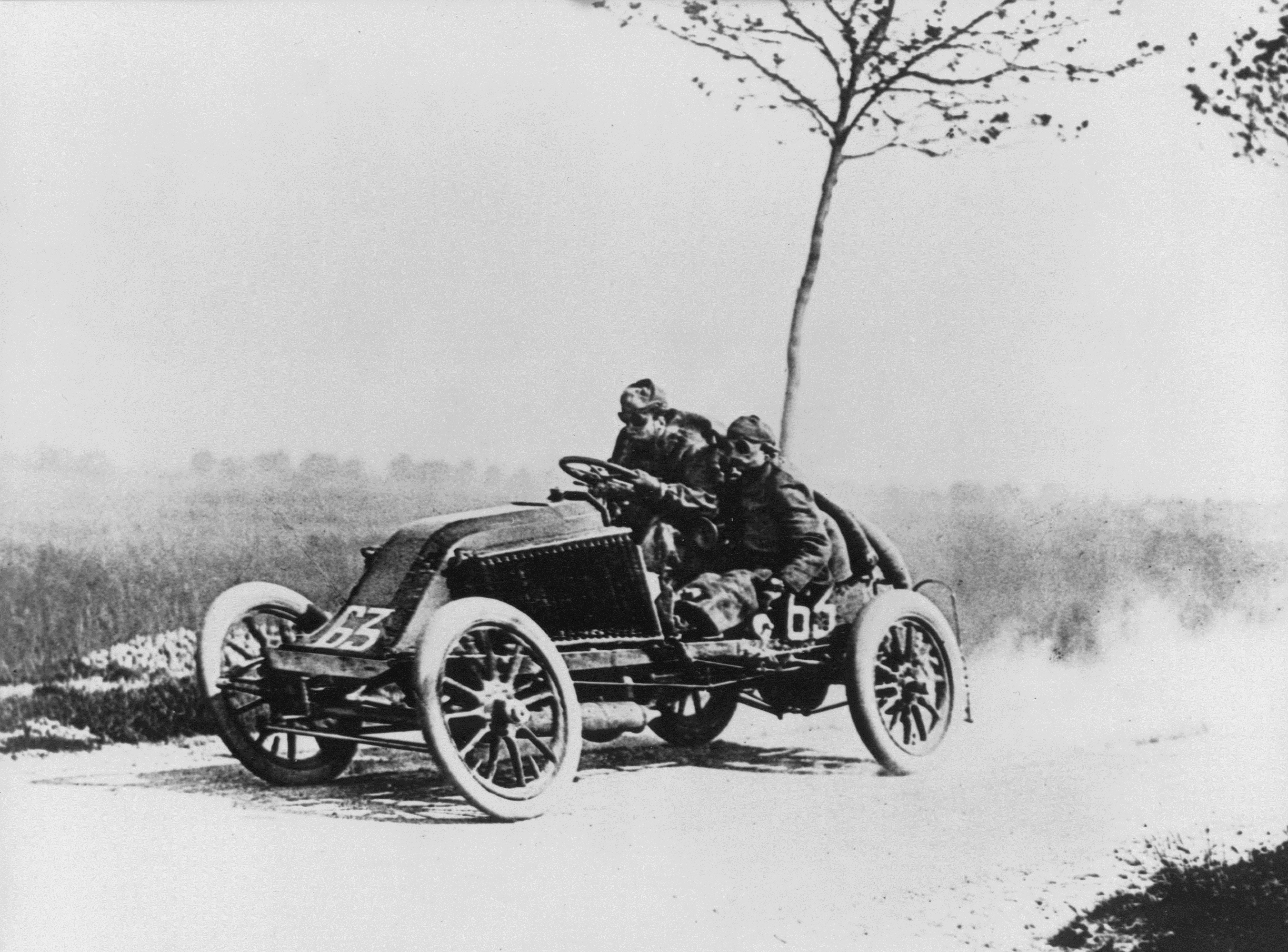
Marcel Renault su Renault. Autore di un formidabile recupero, che lo portò dal 60º posto fino alle prime posizioni, fu coinvolto in un incidente vicino Couhé Vérac e morì per le ferite riportate

Il punto di partenza era di fronte Pièce d’Eau des Suisses. Nella mattinata del 24 maggio 1903, i partecipanti iniziarono a partire, ad intervalli di un minuto, in direzione Bordeaux, termine della prima tappa. Il percorso si snodava attraverso Saint-Cyr-l'École, Trappes, Coignières, Le Perray-en-Yvelines, Rambouillet, Chartres, Clayes, Tours, Ruffec, Angoulême, Chevanceaux, Guîtres e Libourne. L'arrivo della prima vettura a Bordeaux era previsto intorno a mezzogiorno.
I soldati schierati per gestire la folla si rivelarono insufficienti, e la folla aveva invaso le strade. Il primo corridore a partire, Charles Jarrott assieme al meccanico Bianchi su una De Dietrich da 1.000 kg e 45 CV, cercò di rallentare a 40 mph (circa 64 km/h) per dare alla gente il tempo di evacuare la strada davanti alla vettura, ma questo peggiorò solo il problema dal momento che le persone semplicemente aspettavano più tempo per allontanarsi.
Il secondo a partire fu de Knyff su Panhard & Levassor, seguito da Louis Renault su Renault (650 kg, 30 CV). Théry su Decauville (640 kg, 24 CV) fu il quarto, seguito in successione da un'altra De Dietrich, una Mors, una Panhard & Levassor e una Passy Thellier (400 kg, 16 CV). La partenza si concluse alle 06:45, dopo quasi tre ore da che il primo pilota aveva preso il via.
La gara si rivelò molto difficile per i piloti: ai pericoli della folla si aggiungeva la densa polvere sollevata dalle vetture. Il tempo era rimasto asciutto nelle precedenti due settimane, e la polvere aveva coperto le strade. I funzionari di percorso avevano annacquato solo il primo chilometro di strada, e il breve lasso di tempo tra la partenza delle vetture aveva peggiorato il problema. La visibilità era di pochi metri, e gli spettatori stavano in mezzo alla strada per poter vedere le macchine, diventando un pericolo permanente per i piloti.
Dopo il primo punto di controllo a Rambouillet e il secondo a Chartres, la folla diventò meno densa. Subito dopo Rambouillet, lo stile di guida spericolato di Louis Renault permise al pilota francese di superare sia De Knyff che Jarrott, che stavano lottando per il primo posto, ma che mantenevano un atteggiamento più prudente per evitare la folla. Thery e Stead seguivano a distanza, mentre la Mercedes di Jenatzy e la Mors di Gabriel stavano conducendo un incredibile recupero, avevano infatti superato 25 vetture ed ora erano tra i primi dieci.
Un'altra incredibile impresa fu realizzata da Marcel Renault, partito 60º a Poitiers era quasi riuscito a raggiungere i leader della corsa.
Al di fuori delle posizioni principali, gli incidenti erano proseguiti per tutto il giorno; auto che si disintegravano letteralmente contro gli alberi e disintegrati, vetture che si ribaltavano e prendevano fuoco, assali che si rompevano e conducenti inesperti che si è schiantato su strade troppo sconnesse.

### Il traguardo

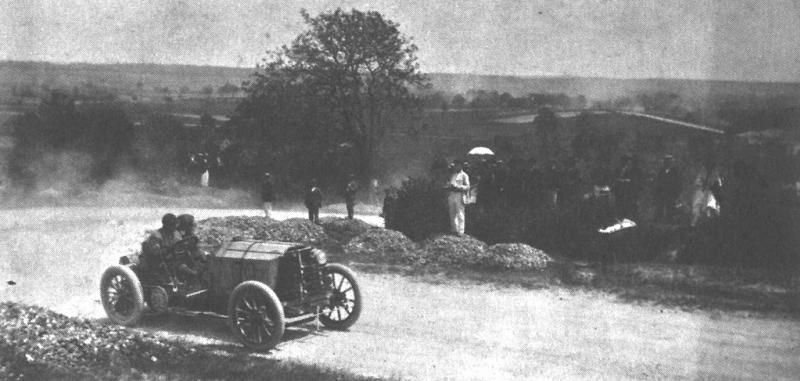
Henri Rougier su Turcat-Méry 45 HP, undicesimo assoluto e nono nella classe più pesante (650-1.000 kg)

Louis Renault raggiunse Bordeaux per primo a mezzogiorno, mentre Jarrott, che stava correndo con una frizione difettosa e che fu rallentato da problemi meccanici al motore e allo scarico, arrivò mezz'ora dopo, seguito da Gabriel, Salleron, Baras, de Crawhez, Warden, Rougier, Jenatzy e Voigt. Tutti i piloti erano fisicamente esausti; le vetture erano pesanti, e richiedevano una grande quantità di forza per essere guidate. Avevano gli occhi doloranti per la polvere, e molti di loro avevano ustioni alle mani riportate nel tentativo di riparare il motore della propria vettura. Gabriel, partito 168º e arrivato terzo, fu in seguito riconosciuto come vincitore quando fu effettuata la somma dei tempi.
Alcuni di grandi nomi furono costretti al ritiro, e le notizie cominciarono lentamente ad arrivare al traguardo. Vanderbilt aveva rotto un cilindro sulla sua Mors e dovette abbandonare la gara. La Mercedes di de Caters si schiantò contro un albero, ma il pilota era rimasto illeso e, probabilmente, era fermo a riparare la macchina per tentare di riprendere la gara. Camille du Gast, una delle poche donne pilota del periodo, era arrivata fino all'ottava posizione sulla sua De Dietrich da 30 CV, ma si era fermata per aiutare un altro pilota, E. T. Stead, rimasto coinvolto in un incidente. Concluse 45ª. Charles Jarrott, che aveva concluso quarto assoluto su De Dietrich, affermò che Stead sarebbe morto se la du Gast non si fosse fermata.

### Incidenti e ritiri

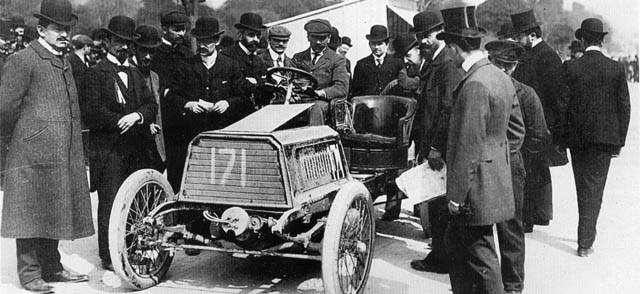
Henri Béconnais su Darracq 40 HP. Il pilota fu costretto al ritiro da numerosi problemi meccanici

Presto iniziarono a giungere notizie degli incidenti che avevano funestato la gara. Inizialmente giunsero notizie di un incidente ad Ablis, una donna era rimasta ferita dopo essere stata investita da un'auto. La notizia si rivelò in seguito falsa.
Qualcuno iniziò a parlare di un incidente che avrebbe visto coinvolto Marcel Renault; con il suo ritmo incredibilmente veloce il pilota francese avrebbe dovuto già essere arrivato al traguardo. Giunsero infine notizie del suo coinvolgimento in un incidente a Couhé Vérac. Sarebbe morto 48 ore dopo, senza mai riprendere conoscenza. Nel luogo in cui l'incidente, sulla Route nationale 10 nella regione di Poitou-Charentes, è stato eretto un monumento in sua memoria.
La Wolseley dell'irlandese Leslie Porter rimase distrutta a un passaggio a livello, dove impattò contro la barra, inaspettatamente chiusa. Nell'impatto l'auto si ribaltò, causando la morte del meccanico di Porter. Georges Richard, nel tentativo di evitare un contadino in piedi in mezzo alla carreggiata all'altezza di Angoulême, si schiantò contro un albero. Giunse poi la notizia che a Châtellerault, nel tentativo di evitare un bambino che attraversava la strada, Brunhot con la sua Tourand era finito tra la folla, investendo degli spettatori. Un soldato di nome Dupuy intervenne e riuscì a salvare il bambino, ma fu investito e ucciso. A seguito dell'urto il pilota perse il controllo e la vettura travolse uno spettatore, uccidendolo.
Più a sud un'altra auto era uscita di strada, investendo un gruppo di spettatori. Si disse che due persone erano rimaste uccise.
E. T. Stead perse il controllo della sua De Dietrich durante un tentativo di sorpasso nella zona di Saint-Pierre-du-Palais, rimanendo ferito. Fu tratto in salvo da Camille du Gast, unica donna pilota in gara, anch'essa su De Dietrich. La terza De Dietrich, guidata da Loraine Barrow, già in cattiva salute prima della partenza, si schiantò contro un albero ed esplose, ferendo il conducente ed uccidendo il meccanico.
La Panhard & Levassor di Rolls, la Napier di Mayhew, la Panhard di Maurice Farman, le Wolseley di Herbert Austin e Sidney Girling e la Darracq di Béconnais furono tutte costrette al ritiro per problemi meccanici.
Nel complesso, delle oltre 200 vetture che presero il via, la metà fu coinvolta in incidenti o costretta al ritiro. Inizialmente si contarono dodici morti, poi ridotti ad otto effettivi (cinque piloti e tre spettatori), ed oltre 100 feriti.

## Conseguenze

### Cancellazione della corsa
Il Parlamento francese reagì con forza alla notizia dei numerosi incidenti. Fu convocato un Consiglio dei Ministri d'emergenza e gli ufficiali di gare furono costretti a fermare la corsa a Bordeaux. Inizialmente si propose di trasferire le vetture in territorio spagnolo e riavviare la corsa dal confine in direzione Madrid, ma il Governo della Spagna negò i permessi e la gara fu dichiarata ufficialmente conclusa a Bordeaux.
Per ordine del governo francese, le vetture furono poste sotto sequestro e trainate da cavalli fino alla stazione ferroviaria, infine trasportate via treno fino a Parigi. I giornali e gli esperti di settore dichiararono la "morte degli sport motoristici". In quel momento era pensiero comune che non sarebbero state organizzate altre corse, e per molti anni ciò fu vero. Non ci sarebbe stata un'altra corsa su strade pubbliche fino al 1927, prima edizione della Mille Miglia.
La corsa ebbe effetti anche sulle leggi che regolamentavano le automobili. Arrivarono proposte per bandire le auto con velocità superiori a 40 km/h e per vietare le corse automobilistiche.

### L'opinione pubblica si divide
Mentre alcuni quotidiani, come Le Temps, utilizzarono il disastro in modo demagogico per attaccare la nascente moda dell'automobile e il mondo delle gare, altri (come ad esempio la Presse) cercarno di minimizzare il problema, affermando che sole 3 vittime "involontarie", gli spettatori deceduti, erano state sacrificate "sull'altare del progresso".
La Liberté si oppose alla richiesta di un divieto alle gare sportive, dal momento che la produzione di automobili era una fonte d'orgoglio per la Francia, e il socialista Petite République difese l'automobile come mezzo di emancipazione di massa e di libertà dal lavoro di fatica.
Le Matin sostenne il primo parere dal marchese de Dion, ovvero che le gare di velocità erano inutili, sia come una trovata pubblicitaria che come banco di prova per il miglioramento tecnologico. Le uniche gare utili erano quelli di resistenza e di efficienza. C'era un fondo di verità nell'idea che le auto da corsa, con i loro motori sovradimensionati e le soluzioni tecniche spesso estreme, avevano ben poco a che spartire con le automobili comuni.
Una rivista di settore, L'Auto, cercò di raggiungere un consenso su una nuova serie di regole per le gare sportive; un minor numero di piloti e di vetture, classi basate su velocità e potenza (e non solo più sul peso), e pubblico collocato lontano dal percorso di gara

### Inchiesta sulle cause
La prima analisi autorevole degli eventi fu compiuta da La Locomotion Automobile, che individuò le cause del disastro nella concomitanza di tre fattori:
- Velocità. Le auto correvano ad oltre 140 km/h, una velocità non raggiunta nemmeno dai treni più veloci del tempo.
- Polvere, che peggiorò le condizioni di guida e fu causa diretta di alcuni incidenti.
- Pubblico eccessivo e mal gestito, aggravato da inadeguato controllo delle folle e da una generale sottovalutazione dei pericoli di una gara automobilistica di questo tipo.

La polizia fu accusata di essere più interessata alla gara che alla pubblica sicurezza, dimenticandosi di intervenire quando le persone attraversavano la strada o sostavano su di essa. L'organizzazione è stata ritenuta responsabile di scelte sbagliate. L'ordine di partenza casuale si rivelò un disastro, dal momento che le auto più veloci e più potenti si mescolarono con quelle più piccole e lente, causando molti sorpassi non necessari. Alcuni piloti (come Pierre Mouter su De Dietrich) sono riusciti ad avanzare di quasi 80 posti, solo perché partirono tra le ultime posizioni e si trovarono davanti molte vetture più piccole e piloti amatoriali. La riduzione dell'intervallo tra le partenze a un solo minuto peggiorò il problema della polvere, oltre a mescolare in modo casuale moto, voiturettes e auto da corsa. 
La regola che impediva di cambiare pilota prima dell'inizio gara fu anch'essa sotto esame. Alcuni piloti, tra cui Marcel Renault, ebbero problemi di salute presso la linea di partenza, ma furono obbligati correre perché le case non potevano permettersi di ritirare un veicolo e non era possibile un cambio pilota.

### Cause degli incidenti
Il settimanale londinese The Car verificò le vittime dichiarate, scoprendo che alcune di esse erano solo voci, e indagò le cause reali. Nell'incidente in cui era rimasto ucciso un soldato e uno spettatore, si scoprì che era il bambino, scampato all'incidente, ad essere stato la causa principale. Aveva infatti attraversato la strada all'improvviso dopo essere scappato dai suoi genitori. L'incidente al passaggio a livello in cui fu coinvolto Porter fu colpa dell'organizzazione, dal momento che il passaggio non era sorvegliato. L'ipotesi iniziale di una perdita di controllo a causa di un guasto meccanico fu respinta. L'auto di Barrow nel tentativo di evitare un cane ne urtò un altro e si è schiantò contro un albero, ma non esplose ne prese fuoco al contrario di quanto si disse inizialmente. L'idea di un'esplosione era di grande richiamo per il pubblico, ma si trattò solo di voci causate dall'ignoranza e dalla volontà di fare notizia. Gli incidenti di Marcel Renault e di Stead furono i soli veri incidenti "da corsa", ed entrambi furono causati dalla poca visibilità, causata dalla polvere, durante un sorpasso. La colpa fu data agli ufficiali di gara e al regolamento. Il numero di morti fu ritenuto sorprendentemente basso rispetto alle premesse.

### Conseguenze politiche
Il primo ministro francese Émile Combes fu accusato di essere in parte responsabile, perché diede l'autorizzazione alla corsa. Combes cercò di spiegare che non sapeva che le automobili potevano essere così veloci e pericolose. Egli affermò di essere contro tutte le restrizioni per ciò che riguardava le automobile, e sia l'Assemblea nazionale che il Senato concordarono con un voto formale a sostegno della sua decisione. Già a pochi giorni dal disastro, i giornali persero interesse per la Parigi-Madrid. Le pagine sportive erano tutte concentrate sulla gara successiva, il Circuito delle Ardenne, che si sarebbe corso il 22 giugno.